# Постмарксизм
Постмарксизм — социофилософское течение, основывающееся на трудах и идеях, предложенных Карлом Марксом, однако ставящее под критическое рассмотрение ключевые элементы марксистской теории. Своё развитие постмарксизм начинает от событий «красного мая» 1968 г., когда «официальный марксизм» традиционных левых был дискредитирован и появилась необходимость поиска новых путей развития.

## История
Возникновение постмарксизма датируется поздними 1960-ми годами. Развитие шло под влиянием ряда тенденций того времени. Ослабление советской версии марксизма показало, что сильные марксисты есть и за пределами СССР. Это происходило одновременно со студенческими волнениями во Франции (1968 год), бурным развитием маоизма, а также с началом расцвета коммерческого телевидения, которое начало показывать кадры с Вьетнамской войны.

## Основные идеи
Постмарксизм в определенной степени отказывается от нарратива мировой революции, построения коммунизма и опоры на рабочее движение. Тем не менее, он сохраняет свою связь с марксизмом в определении человека как социального существа и заботой об эмансипации угнетенных групп. Поскольку инструмент угнетения носит идеологический характер, то постмарксисты продолжают уделять особое внимание критике идеологии, которая растворена в языковых структурах. В частности Муфф критически настроена к идее консенсуса, так как он подразумевает подавление альтернативных мнений и унификацию.

## Представители
- Майкл Альберт
- Ален Бадью
- Этьен Балибар
- Зигмунт Бауман
- Райхельт Гельмут
- Фредерик Джеймисон
- Славой Жижек
- Кагарлицкий Б. Ю.
- Мануэль Кастельс
- Роберт Курц и Группа «Кризис»
- Эрнесто Лакло
- Кэтрин МакКиннон
- Иштван Месарош
- Шанталь Муфф
- Мойше Постоун
- Жак Рансьер
- Йоран Терборн
- Альберто Тоскано
- Агнеш Хеллер
- Джон Холлоуэй
- Бугера Владислав Евгеньевич

Ранее относившие себя к постмарксистам Александр Тарасов, Иштван Месарош и ряд югославских философов-марксистов, принадлежавших к группе «Праксис» и эмигрировавших затем в Лондон, перестали себя так именовать в связи с тем, что в XXI веке термин «постмарксизм» был оккупирован последователями Эрнесто Лакло и Шанталь Муфф.